# Чакский пекари
Ча́кский пе́кари, или чакоанский пекари (лат. Catagonus wagneri) — млекопитающее из семейства пекариевых. Был научно описан в 1930 году по субфоссильным останкам, но не признавался современным видом до 1975 года. Таким образом, чакский пекари — одно из наиболее недавно обнаруженных крупных млекопитающих. Ныне сохранилось около 3 тысяч их представителей. Родственны вымершему роду Platygonus.

## Внешний вид
У чакских пекари крепкая морда с хорошо сформированным носом. Окрас шерсти варьирует от коричневого до серого цвета. По спине проходит тёмная полоса, на плечах находится белый мех. Чакский пекари отличается от других видов пекари тем, что имеет более длинные уши, нос и хвост. Вокруг рта, в отличие от других пекари, находятся белые полоски. Также существенным отличием является то, что на задних ногах у чакских пекари три пальца, в то время как у остальных пекари — только два.

## Поведение

### Места обитания
Чакские пекари получили прозвища «свиней из зелёного ада» из-за своих диких, неизведанных мест обитания. Эти животные предпочитают засушливые и дикие места обитания, нетронутые человеком. Для жизни в таких условиях они разработали различные приспособления, такие как хорошо развитые пазухи, которые помогают им выживать в сухих, пыльных условиях. Ноги довольно короткие, это позволяет животным маневрировать среди колючих растений.

### Образ жизни
Чакские пекари часто мигрируют в стадах до 10 животных. Такие стада активны в течение всего дня, особенно по утрам. В целом, стада мигрируют по 42 дня. Это позволяет чакским пекари контролировать свою территорию.
Пекари являются социальными животными, и поэтому могут общаться между собой при помощи различных звуков, обычно ворчания. Хотя иногда чакские пекари могут проявлять агрессию, например, кусать друг друга, они не такие агрессивные как другие виды пекари.
Когда чакским пекари угрожает хищник, все члены стада выстраиваются в оборонительный ряд. Также они способны выделять пахучие вещества, которые помогают им метить территорию. Чакские пекари часто купаются в пыли и грязи.

### Питание
В засушливых местах обитания чакских пекари довольно скудная растительность. Они питаются различными видами кактусов. Этому способствует двухкамерный желудок этих животных. Иногда пасущиеся пекари могут поедать корнеплоды акаций, стручки и цветки кактусов.

### Размножение
Молодняк, как правило, рождается в период с сентября по декабрь, но помёты чакских пекари были найдены круглогодично. Размножение связано с обилием питания, а, соответственно, и с обилием осадков. Перед родами самки уходят от стада, а затем вновь возвращаются в него. Новорождённые могут ходить уже через несколько часов после рождения. У чакских пекари отсутствует половой диморфизм.

## Распространение
В общей сложности, ареал чакских пекари занимает 140 000 км². Они распространены в центральной части Южной Америки от запада Парагвая до юго-востока Боливии и севера Аргентины. Этот вид является эндемичным в Парагвае, Боливии и Южной Бразилии.

## Галерея

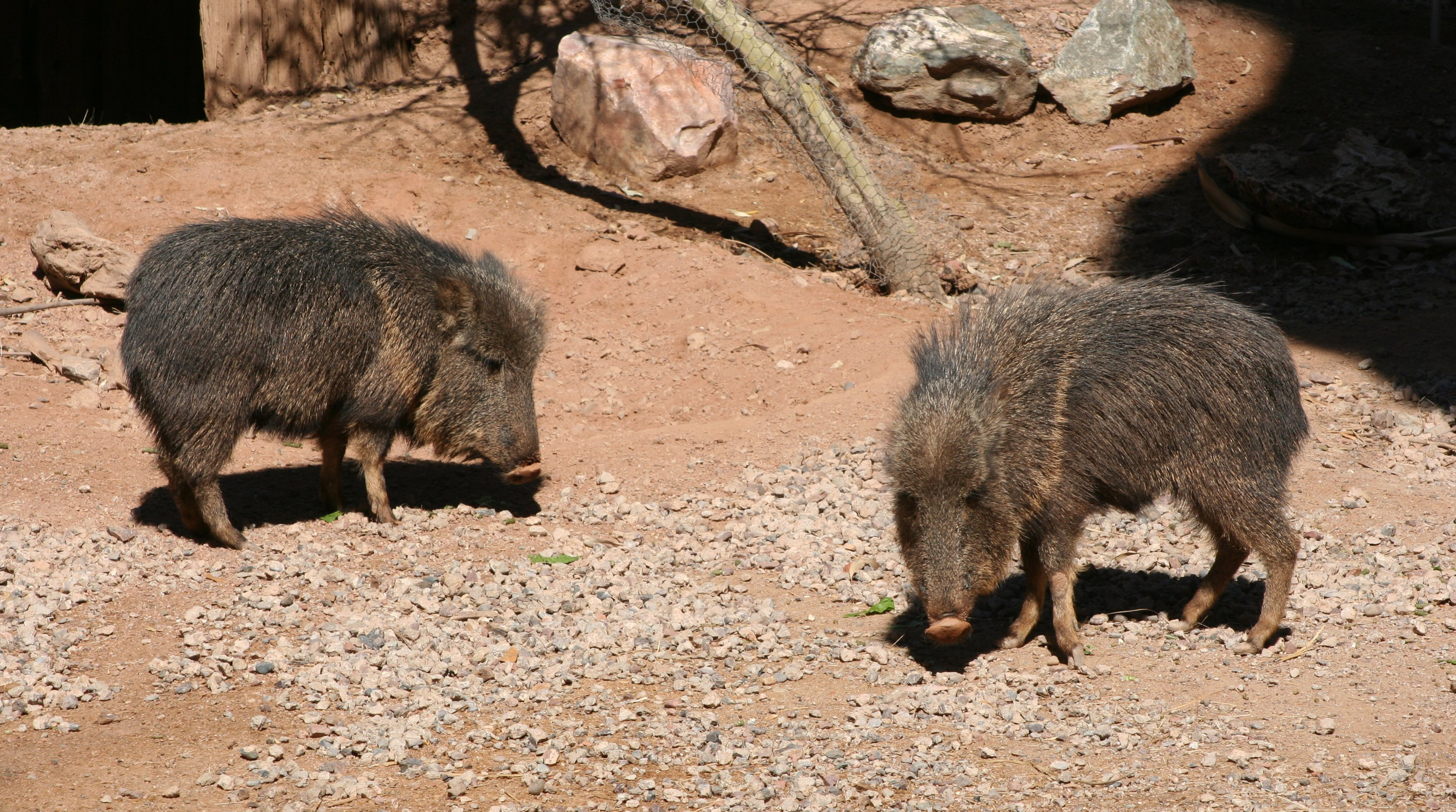
В зоопарке Финикса
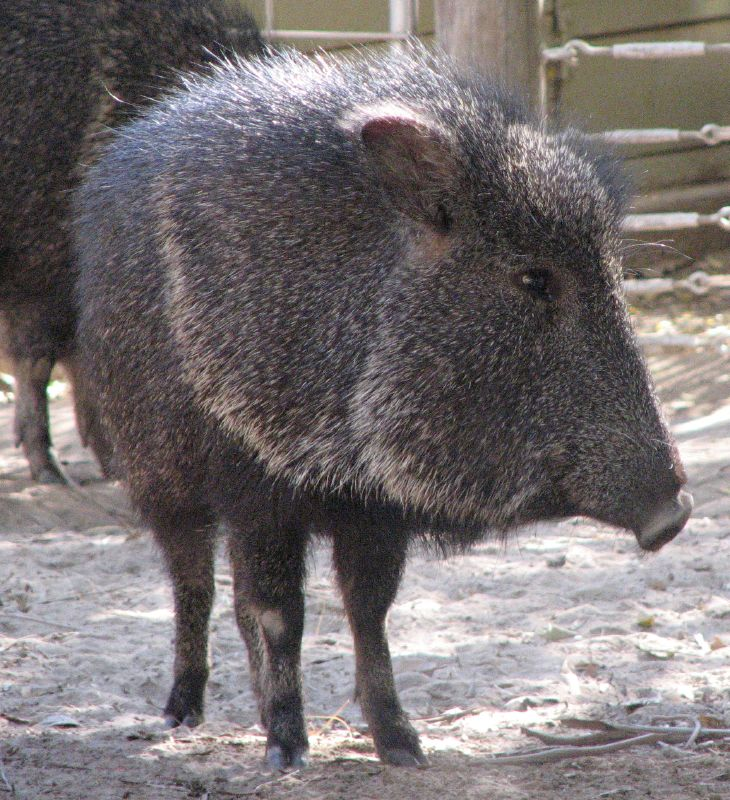
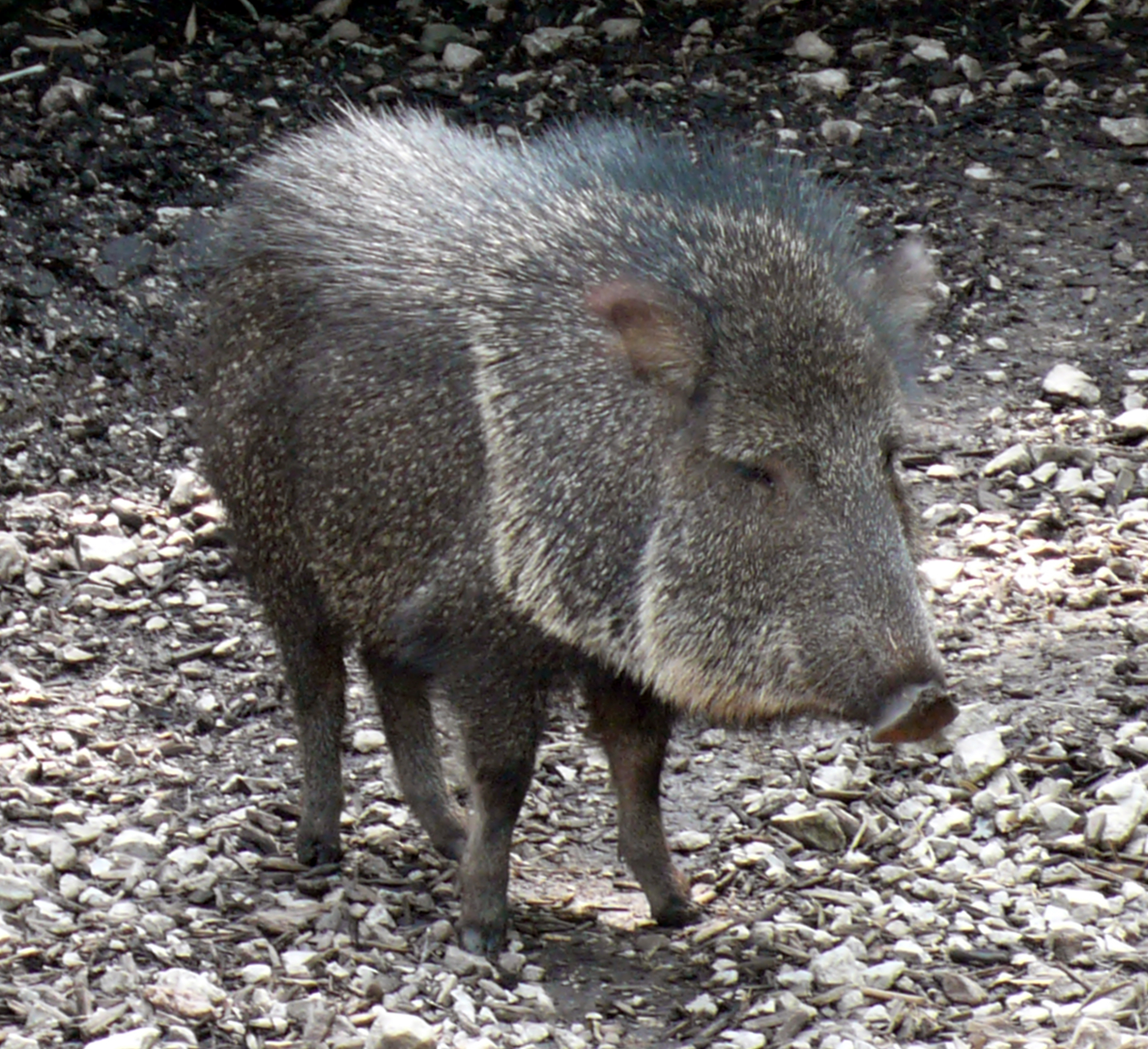
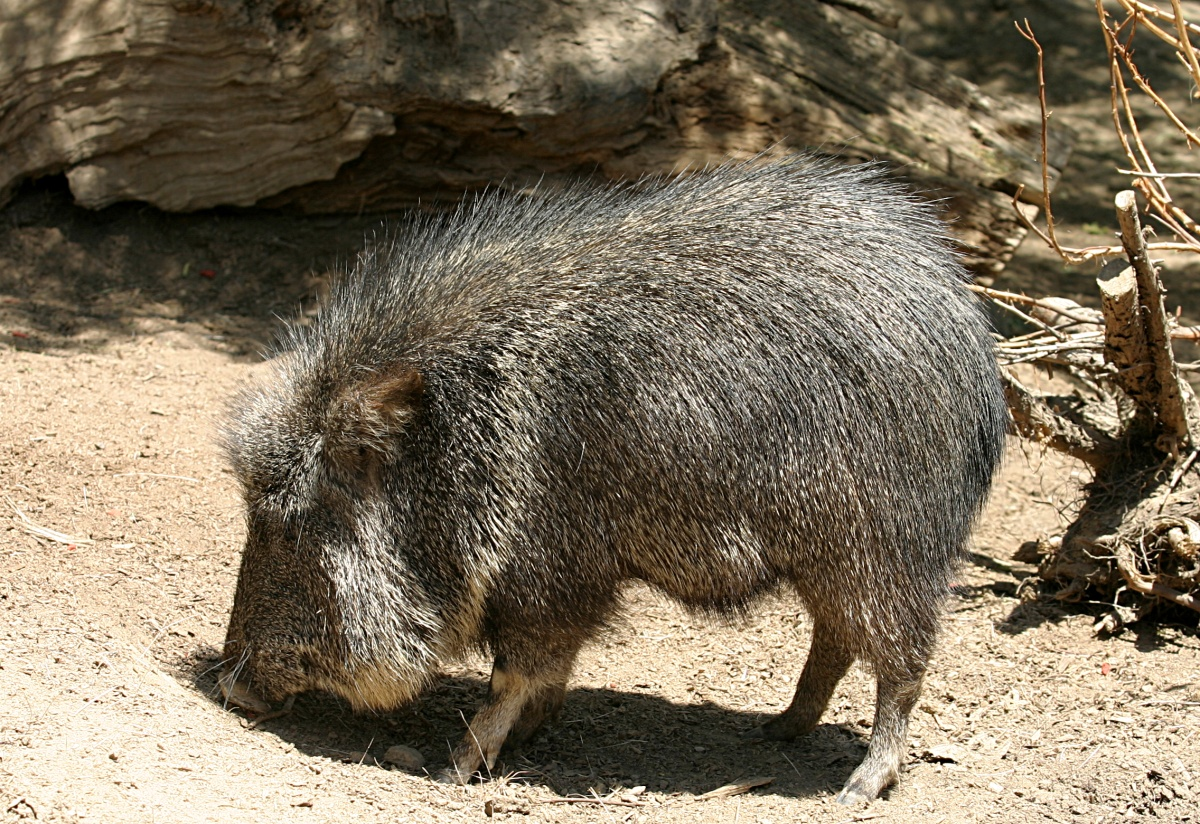
В зоопарке Сан-Диего